# Coprosma fatuhivaensis
Coprosma fatuhivaensis ist eine Pflanzenart aus der Gattung Coprosma in der Familie der Rötegewächse (Rubiaceae). Sie kommt endemisch auf einer Insel der im südlichen Pazifik gelegenen Marquesas-Inseln vor.

## Beschreibung

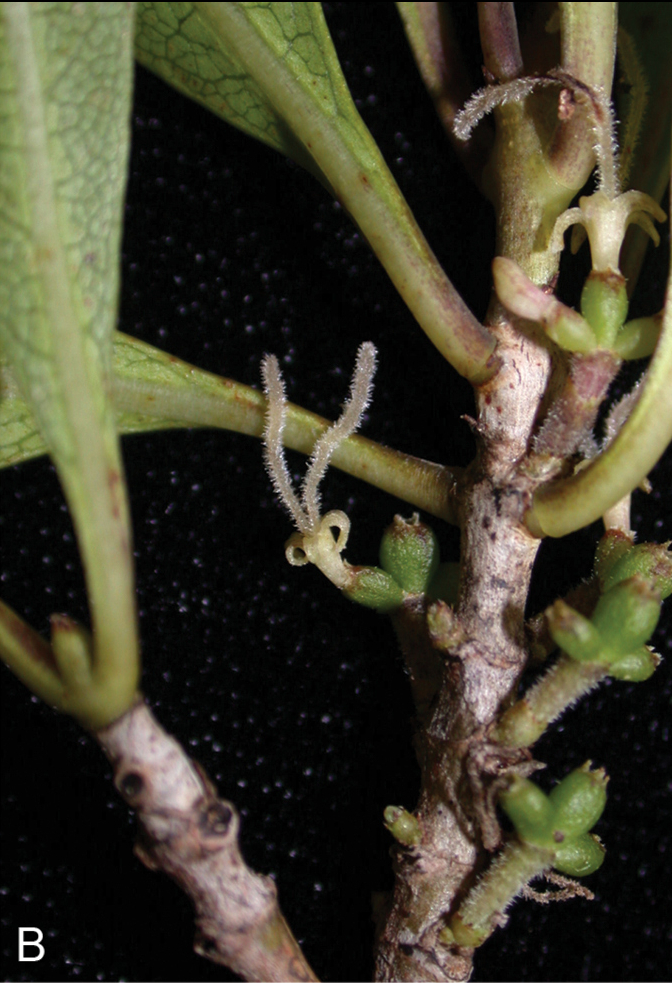
Detailaufnahme der weiblichen Blüten

### Vegetative Merkmale
Coprosma fatuhivaensis wächst als Baum, der Wuchshöhen von etwa 7 Meter erreichen kann. Die Rinde von jungen Zweigen ist fein behaart.
Die gegenständig an den Zweigen angeordneten Laubblätter sind in einen Blattstiel und eine Blattspreite gegliedert. Der Blattstiel ist 0,7 bis 1,1 Zentimeter lang. Die einfache, dünn-ledrige Blattspreite ist bei einer Länge von 5,3 bis 6,7 Zentimetern sowie einer Breite von 0,9 bis 1,8 Zentimetern schmal-elliptisch. Die Spreitenbasis läuft spitz zu, die Spreitenspitze ist zugespitzt und der Spreitenrand ist ganzrandig. Sowohl die Blattoberseite als auch die -unterseite sind kahl. Von jeder Seite des breiten Blattmittelnerves zweigen acht bis neun Sekundärnerven ab. Entlang des Blattmittelnerves kann man kleine, meist halbrunde Domatien finden. Die interpetiolaren Nebenblätter ähneln den Laubblättern, werden 0,2 bis 0,25 Zentimeter lang und sind etwa zu vier Fünftel ihrer Gesamtlänge miteinander verwachsen. Sowohl Ober- als auch Unterseite der Nebenblätter ist kahl und sie haben gezähnte und mit wenigen Haaren bewimperte Blattränder.

### Generative Merkmale
Die seitenständigen, halb aufsitzenden zymösen Blütenstände enthalten drei Einzelblüten. Die Blütenstiele sind bei weiblichen Blüten bis zu 4,2 Millimeter lang.
Die eingeschlechtigen Blüten sind radiärsymmetrisch und fünf- oder sechszählig mit doppelter Blütenhülle. Die fünf oder sechs Kelchblätter sind bei den weiblichen Blüten röhrenförmig verwachsen und vom 0,5 bis 0,6 Millimeter langen Kelch entfallen etwa 0,1 bis 0,2 Millimeter auf die Kelchröhre und 0,3 bis 0,4 Millimeter auf die dreieckigen Kelchzähne. Die fünf oder sechs Kronblätter sind trichterförmig miteinander verwachsen und die Kronröhre endet in fünf oder sechs Kronlappen. Bei den weiblichen Blüten ist die Kronröhre rund 2 Millimeter und die Kronlappen zwischen 1,2 und 1,3 Millimeter lang. Über die männlichen Blüten ist nichts bekannt.
Über die Steinfrüchte sowie über die Samen ist nichts bekannt.

## Verbreitung
Das natürliche Verbreitungsgebiet von Coprosma fatuhivaensis liegt auf den Marquesas-Inseln im südlichen Pazifik. Coprosma fatuhivaensis ist ein Endemit, der nur auf der Insel Fatu Hiva vorkommt, wobei dieses Vorkommen bisher nur von einer einzelnen, im südlichen Teil der Insel durchgeführten Sammlung bekannt ist.
Coprosma fatuhivaensis gedeiht in Höhenlagen von 870 Metern. Diese Art wächst dort an entlang eines Gebirgskamms, in einem von Wind umtosten Wald. In diesem Wald wachsen unter anderem Crossostylis biflora, Freycinetia impavida und Metrosideros collina.

## Taxonomie
Die Erstbeschreibung von Coprosma fatuhivaensis erfolgte 2011 durch Warren L. Wagner und David H. Lorence in PhytoKeys. Das Artepitheton fatuhivaensis verweist auf das Verbreitungsgebiet der Art.